# 60 v. Chr.
Portal Geschichte | Portal Biografien | Aktuelle Ereignisse | Jahreskalender | Tagesartikel

◄ |
2. Jahrhundert v. Chr. |
1. Jahrhundert v. Chr. |
1. Jahrhundert |
►

◄ | 80er v. Chr. | 70er v. Chr. | 60er v. Chr. | 50er v. Chr. |
40er v. Chr. |
►

◄◄ | ◄ | 63 v. Chr. | 62 v. Chr. | 61 v. Chr. | 60 v. Chr. |
59 v. Chr. |
58 v. Chr. |
57 v. Chr. |
► |
►►
Staatsoberhäupter

## Ereignisse
- Auf dem Weg zur Konsulswürde verbündet sich Gaius Julius Caesar mit dem reichen Marcus Licinius Crassus und dem erfolgreichen Feldherrn Gnaeus Pompeius Magnus zu einem Triumvirat, einem Dreierbund. Am Senat vorbei und vorerst im Verdeckten will diese „Dreimännerherrschaft“ laut Sueton sicherstellen, „dass nichts im Staate geschehen solle, was einem von den dreien missfiele“. Angeblich hat man auch Cicero einbeziehen wollen, doch dieser lehnte eine Zusammenarbeit ab.

## Geboren
- um 60 v. Chr.: Lucius Volusius Saturninus, römischer Politiker († 20 n. Chr.)

## Gestorben
- Asklepiades von Bithynien, griechischer Arzt und Philosoph (* um 124 v. Chr.)
- Orgetorix, gallischer Feldherr

- um 60 v. Chr.: Decimus Iunius Silanus, römischer Politiker (* um 107 v. Chr.)
- um 60 v. Chr.: Mamercus Aemilius Lepidus Livianus, römischer Politiker